# Casino Royale (livro)
Casino Royale é o romance de estreia do escritor britânico Ian Fleming e o primeiro da série James Bond, sendo sucedido por mais onze romances e duas coleções de contos. A história acompanha o agente secreto britânico James Bond enquanto joga uma partida de bacará em um cassino na França com o objetivo de tentar falir Le Chiffre, tesoureiro de um sindicato francês e membro do serviço secreto soviético. Bond também conta com o apoio dos agentes secretos Vesper Lynd, Felix Leiter e René Mathis.
Fleming elaborou muitos dos elementos do enredo a partir de suas experiências na Segunda Guerra Mundial como membro da Divisão de Inteligência Naval e também de pessoas que conheceu, com o próprio personagem de Bond refletindo muitos de seus gostos pessoais. Ele escreveu o rascunho de Casino Royale no início de 1952 em sua propriedade Goldeneye na Jamaica enquanto esperava por seu casamento. Fleming inicialmente não tinha certeza se seu trabalho estava pronto para publicação, mas seu amigo William Plomer lhe assegurou que a obra tinha potencial. Foi publicado pela editora Jonathan Cape em abril de 1953.
Casino Royale lida com temas como a posição do Reino Unido no mundo, especialmente seu relacionamento com os Estados Unidos no contexto da Guerra Fria. O livro foi bem recebido pela crítica literária ao ser lançado, com sua tiragem inicial esgotando em menos de um mês no Reino Unido, porém as vendas nos Estados Unidos um ano depois foram bem mais lentas. O livro foi primeiro adaptado como uma tira de quadrinhos no jornal Daily Express e depois em formato audiovisual três vezes: um episódio de 1954 da série estadunidense Climax! com Barry Nelson, um filme de 1967 com David Niven e um filme de 2006 com Daniel Craig.

## Enredo
M, chefe do Serviço Secreto de Inteligência britânico, designa o agente James Bond, codinome 007, para jogar um jogo de bacará de altas apostas no cassino de Royale-les-Eaux no norte da França. Seu objetivo é falir Le Chiffre, tesoureiro de uma organização sindical controlada pela agência soviética SMERSH. Bond vai para o jogo com o disfarce de um jamaicano rico e como parte disto M designa como sua companheira a agente Vesper Lynd, a assistente pessoal do Chefe da Seção S. A estadunidense Agência de Inteligência Central e a francesa Deuxième Bureau também enviam agentes como observadores. O jogo logo se transforma em um confronto intenso entre Bond e Le Chiffre, com o segundo vencendo a primeira rodada e tomando todo o dinheiro do primeiro. Bond contempla a perspectiva de ter que relatar seu fracasso à M, mas Felix Leiter, o agente da CIA, lhe dá um envelope com dinheiro e um bilhete que diz: "Plano Marshall. Trinta e dois milhões de francos. Com os cumprimentos dos EUA". O jogo continua, apesar das tentativas de um dos capangas de Le Chiffre de matar Bond. Este vence a partida, tomando de Le Chiffre oitenta dois milhões de francos que pertencem à SMERSH.
Le Chiffre fica desesperado para recuperar o dinheiro, sequestrando Vesper e torturando Bond, ameaçando matar ambos caso Bond não lhe devolva o dinheiro. Entretanto, durante a tortura, um assassino da SMERSH entra e mata Le Chiffre como punição pela perda do dinheiro. O assassino não mata Bond, afirmando que tem ordens para não fazer isso, mas corta uma letra cirílica Ш de шпион (russo para "espião") na mão de Bond para que desta forma agentes da SMERSH possam no futuro identificá-lo como tal.
Vesper visita Bond todos os dias no hospital e ele gradualmente percebe que está apaixonado, chegando a contemplar deixar o serviço secreto para ficar com ela. Bond recebe alta e os dois passam um tempo juntos, tornando-se amantes. Certo dia eles avistam um homem misterioso chamado Gettler que está os rastreando, com isto enchendo Vesper de pavor. Ela comete suicídio no dia seguinte. Vesper deixa um bilhete em que explica que estava trabalhando como agente dupla contra sua vontade para o Ministério de Assuntos Internos soviético. A SMERSH tinha sequestrado seu amante, um piloto polonês, que revelou informações sobre ela sob tortura, com os soviéticos usando essas informações para chantageá-la a minar a missão de Bond, incluindo fingir seu próprio sequestro. Vesper tentou começar uma nova vida com Bond, mas ao ver Gettler, um agente da SMERSH, ela percebeu que nunca ficaria livre e que permanecer com Bond iria colocá-lo em perigo. Bond friamente informa o serviço secreto britânico da duplicidade de Vesper.

## Antecedentes e escrita
Ian Fleming nasceu em 1908, filho de Valentine Fleming, um banqueiro e parlamentar que morreu em combate em maio de 1917 na Frente Ocidental da Primeira Guerra Mundial. Estudou em Eton, Sandhurst e brevemente nas universidades de Munique e Genebra, passando por vários empregos até ser recrutado pelo contra-almirante John Henry Godfrey, o chefe da Divisão de Inteligência Naval, para ser seu assistente pessoal. Fleming juntou-se à organização em tempo integral em agosto de 1939, recebendo o codinome "17F", trabalhando nela durante a Segunda Guerra Mundial. No início de 1939 iniciou um caso com Ann Charteris, na época casada com lorde Shane O'Neill, 3º Barão O'Neill.

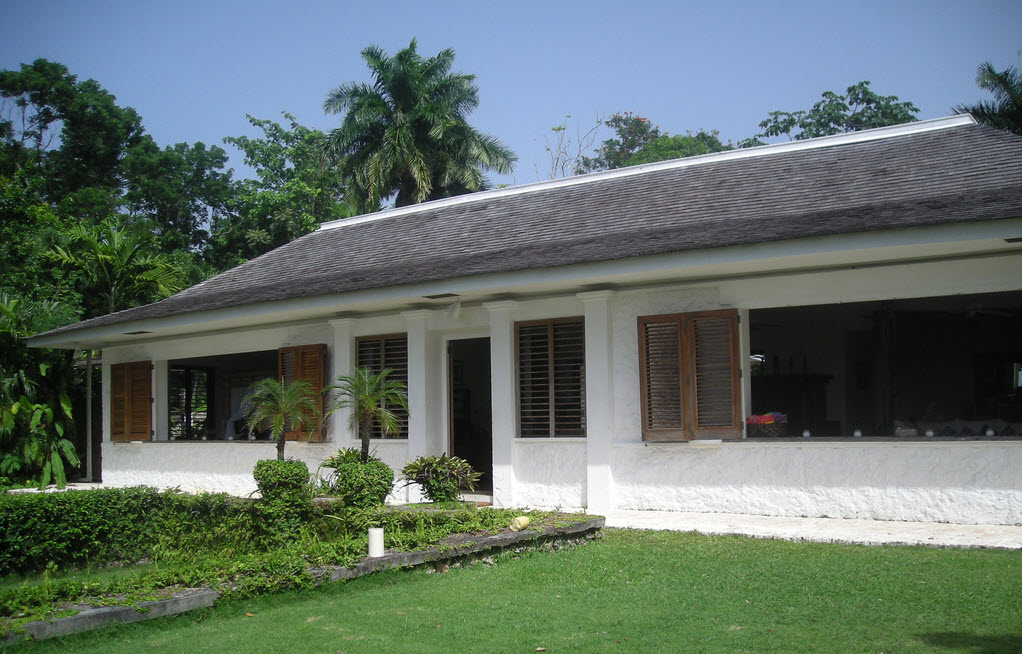
Goldeneye, onde Fleming escreveu todos os romances de James Bond

Fleming compareceu em 1942 a uma conferência de inteligência anglo-americana na Jamaica e, apesar da chuva constante durante a viagem, decidiu ir morar no local assim que a guerra acabasse. Seu amigo Ivar Bryce lhe ajudou a encontrar um terreno na Paróquia de Santa Maria, onde Fleming construiu uma casa em 1945, nomeando-a de Goldeneye. Esse nome tem várias origens possíveis. Fleming mencionou seu plano de guerra Operação Goldeneye e o romance Reflections in a Golden Eye de Carson McCullers.
Ele foi dispensado em maio de 1945 e se tornou o Gerente Estrangeiro no grupo jornalístico Kemsley, que na época era dono do jornal The Sunday Times. Nesta função supervisionou a rede mundial de correspondentes do jornal. Seu contrato lhe permitia dois meses de férias anuais na Jamaica no inverno. Charteris deu à luz em 1948 a uma filha natimorta de Fleming, Mary. O casal noivou em 1951.
Fleming tinha anteriormente mencionado a seus amigos que tinha o desejo de escrever um romance de espionagem, mas foi apenas em 1952 que ele começou a escrever aquilo que se tornaria Casino Royale em Goldeneye em 17 de fevereiro com o objetivo de se distrair de seu casamento iminente. Ele escreveu duas mil palavras pela manhã, inspirado diretamente de suas próprias imaginação e experiências, terminando o trabalho em um manuscrito em março. Foi um padrão que Fleming repetiu para todos os seus romances futuros. Ele escreveu em maio de 1963 um artigo para a revista Books and Bookmen em que descrevia seu processo normal de escrita: "Eu escrevo por cerca de três horas pela manhã ... e faço outra hora de trabalho entre seis e sete da noite. Nunca corrijo nada ou volto atrás para ver o que escrevi ... Pela minha fórmula, você escreve duas 2 000 palavras por dia".
Fleming voltou para Londres no final de suas férias e fez com que o manuscrito, que ele descreveu como sua "obra idiota e terrível", fosse redigitado por Joan Howe, sua secretária no The Times e a inspiração parcial por trás da personagem de Moneypenny. Clare Blanchard, uma ex-namorada, lhe aconselhou a não publicar o livro, ou pelo menos o fazê-lo sob um pseudônimo. Fleming permitiu que seu amigo e posteriormente editor William Plomer lesse uma cópia durante os estágios finais de escrita, comentando que "Eu realmente estou completamente envergonhado dele ... depois de revirar essa sujeira você provavelmente nunca mais falará comigo, mas eu tenho que aproveitar essa chance". Entretanto, Plomer achou que o livro era promissor o bastante e enviou uma cópia para a editora Jonathan Cape. Esta inicialmente não demonstrou muito entusiasmo, mas foi persuadida a publicá-lo pela recomendação de Peter Fleming, irmão de Ian, um escritor de viagens bem-sucedido cujos livros a editora lidava.
Fleming deu poucas informações sobre datas dentro de suas obras, mas dois escritores identificaram linhas do tempo diferentes a partir de eventos e situações relatados dentro da série James Bond como um todo. John Griswold e Henry Chancellor, ambos os quais escreveram livros à pedido da Ian Fleming Publications, colocam os eventos de Casino Royale se passando em 1951. Griswold permite um possível segundo intervalo de tempo e considera que a história se passa entre maio e julho de 1951 ou entre maio e julho de 1952. Ele também destacou que o próprio Fleming identificou em Goldfinger que os eventos de Casino Royale ocorreram em meados de 1951.

## Desenvolvimento

### Inspirações
Casino Royale foi inspirado por certos incidentes que ocorreram durante a carreira de Fleming na guerra ou por eventos que ele sabia que tinham ocorrido. Ele e Godfrey visitaram o Casino Estoril em Portugal enquanto estavam em uma viagem para os Estados Unidos. Como Portugal era um país neutro, a população de Estoril tinha sido invadida por espiões e agentes dos diferentes países em guerra. Fleming afirmou que ganhou todo o dinheiro de um "agente alemão chefe" em uma mesa de chemin de fer. Entretanto, Godfrey contou uma história diferente, dizendo que Fleming jogou apenas contra empresários portugueses e depois fantasiou que tinha jogado contra agentes alemães.
A fracassada tentativa de matar Bond em Royale-Les-Eaux foi inspirada pelo que Fleming sabia da tentativa de assassinato de Franz von Papen, embaixador de Adolf Hitler, em 1942. Papen e Bond sobreviveram às tentativas, ambas realizadas por búlgaros, porque árvores os protegeram de uma explosão. Fleming também incluiu quatro referências aos "Índios Vermelhos", incluindo duas vezes na última página, que veio da unidade de comandos conhecida como Comando Nº 30 ou Unidade de Assalto 30, composta por tropas de especialistas em inteligência. A unidade tinha sido ideia de Fleming e ele deu o apelido de "Índios Vermelhos", porém as tropas não gostavam do nome.

### Personagens

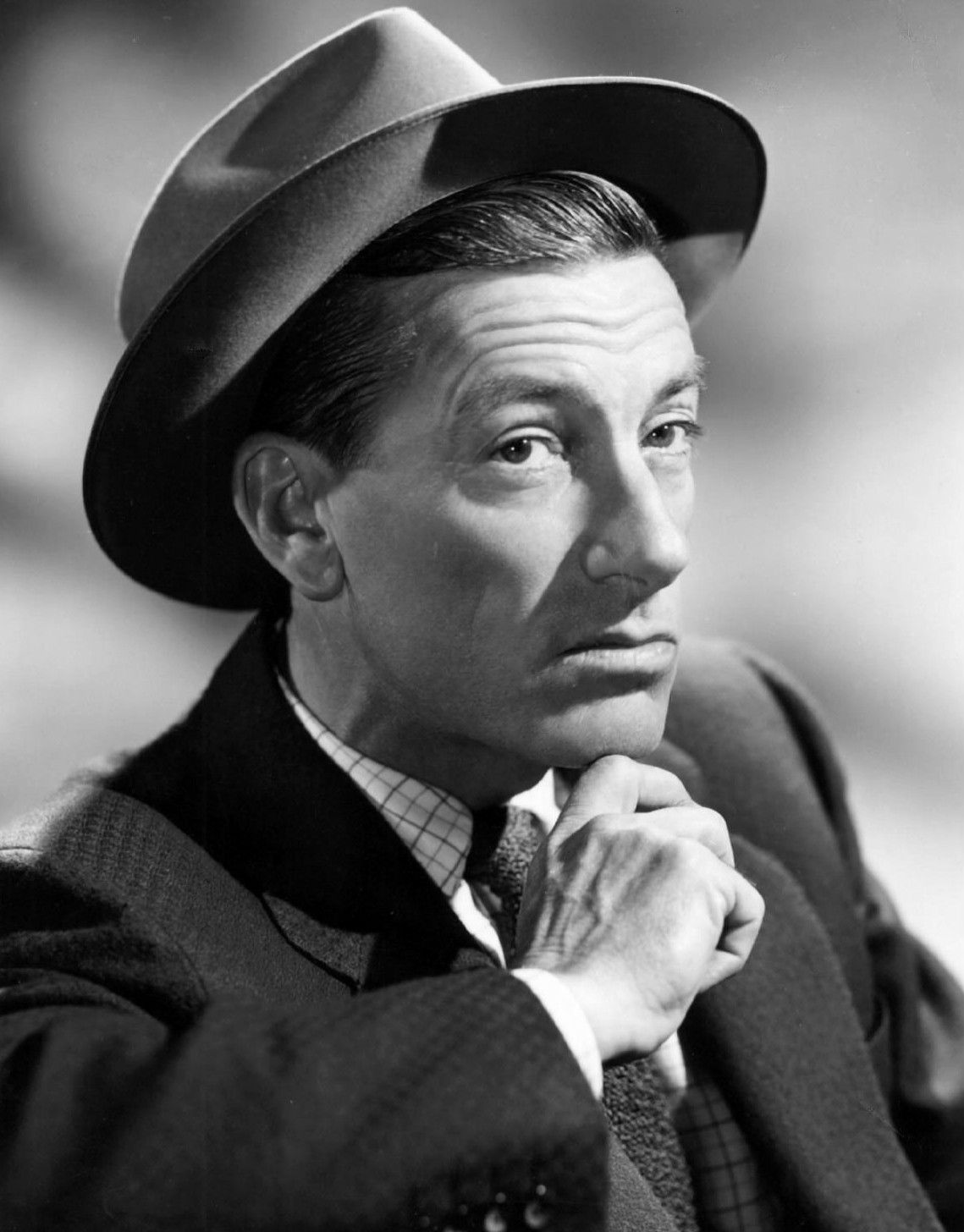
Fleming imaginou Bond como Hoagy Carmichael

O personagem principal de Casino Royale é James Bond, um agente do Serviço Secreto de Inteligência. Fleming inicialmente nomeou o personagem como James Secretan antes de apropriar o nome de James Bond, um ornitólogo que escreveu o livro Birds of the West Indies. Fleming explicou para a esposa de Bond que "aquele nome breve, nada romântico, anglo-saxão e ainda assim muito masculino era exatamente o que eu precisava, e assim um segundo James Bond nasceu". Ele elaborou dizendo que "Quando escrevi o primeiro em 1953, eu queria que Bond fosse um homem extremamente tedioso e desinteressante a quem coisas aconteceram; eu queria que ele fosse um instrumento cego ... quando eu estava caçando por aí por um nome para meu protagonista eu pensei, 'Por Deus, [James Bond] é o nome mais maçante que eu já ouvi'".
Fleming decidiu que Bond deveria se parecer tanto com o cantor estadunidense Hoagy Carmichael quanto si mesmo, com Vesper Lynd comentando no livro que "Bond me lembra um pouco de Hoagy Carmichael, mas há algo frio e implacável". Segundo Andrew Lycett, biógrafo de Fleming, "nas primeiras páginas ... [Fleming] introduziu a maioria das idiossincrasias e marcas registradas de Bond", incluindo sua aparência, seu Bentley e seus hábitos de bebida e de fumar. Os detalhes completos do martíni de Bond foram mantidos em segredo até o capítulo sete e ele acaba nomeando a bebida de "Vesper". O pedido de Bond, para ser servido em uma taça de champanhe, era de "três medidas de Gordon's, uma de vodca, meia medida de Kina Lillet. Agite bem até estar geladíssimo, então adicione uma fatia grande e fina de casca de limão".
O autor comentou sobre origens de Bond, dizendo que "ele era um composto de todos os tipos de agentes secretos e comandos que eu conheci durante a guerra", porém Fleming deu ao personagem muitas de suas próprias características. Os gostos de Bond eram do próprio Fleming, bem como alguns de seus comportamentos. Fleming usou um cassino para apresentar Bond em Casino Royale porque "habilidade em jogos de azar e conhecimento de como se comportar em um cassino eram vistos ... como atributos de um cavalheiro". Para Lycett, boa parte do personagem de Bond era "realização de desejos" para Fleming.

"James Bond é o ápice de uma tradição importante mas muito difamada na literatura inglesa. Fleming, quando menino, devorou os contos de Bulldog Drummond pelo tenente-coronel Herman Cyril McNeile e as histórias de Richard Hannay por John Buchan. Sua genialidade foi reembalar essas aventuras antiquadas para encaixarem-se na moda do Reino Unido pós-guerra... Em Bond, ele criou o Bulldog Drummond da era a jato."

– William Cook
M, o superior de Bond, foi principalmente baseado em Godfrey, o oficial superior de Fleming na Divisão de Inteligência Naval; Godfrey era conhecido por possuir um temperamento belicoso e irascível. Um dos modelos para Le Chiffre foi o influente ocultista, astrólogo, místico e mágico cerimonial britânico Aleister Crowley, cujas características físicas Fleming usou para Le Chiffre. Os gostos de Crowley, especialmente seu sadomasoquismo, também foram dados a Le Chiffre. Henry Chancellor, biógrafo de Fleming, comentou que "quando Le Chiffre vai torturar os testículos de Bond com um batedor de carpete e uma faca de trinchar, a figura sinistra de Aleister Crowley está lá espreitando ao fundo".

## Estilo
Fleming comentou que "apesar de suspenses talvez não sejam Literatura com L maiúsculo, é possível escrever o que melhor posso descrever como 'suspenses projetados para serem lidos como literatura'". Ele usou marcas conhecidas e detalhes do dia a dia para produzir uma sensação de realismo, algo que o escritor Kingsley Amis chamou de "o efeito Fleming". Amis descreveu isto como "o uso imaginativo de informação, em que a natureza fantástica que permeia o mundo de Bond ... [é] presa a algum tipo de realidade, ou pelo menos contrabalançado". O autor Raymond Benson, que depois escreveu vários romances de Bond, identificou o que descreve como "Varredura Fleming", o uso de "ganchos" no final dos capítulos a fim de aumentar a tensão e empurrar o leitor para o próximo. Os ganchos são combinados com o que o autor Anthony Burgess chamou de "um estilo jornalístico intensificado" com o objetivo de produzir "uma velocidade de narrativa que apressa o leitor a ultrapassar cada ponto de perigo da zombaria".
O semiótico e ensaísta Umberto Eco considerou que Fleming "tem um ritmo, um polimento, um certo sentimento sensual pelas palavras. Isso não quer dizer que Fleming é um artista, mas ele escreve com arte". Eco, ao examinar a passagem da morte de Le Chiffre, escreveu que "há uma ... sensação barroca para a imagem, uma adaptação total da imagem sem comentário emocional e o uso de palavras que designam coisas com precisão", concluindo que "Fleming é mais letrado do que dá a entender".

## Temas
Fleming escreveu Casino Royale após a Segunda Guerra Mundial, mas ainda assim foi muito influenciado por ela. O Reino Unido ainda era uma potência imperial, enquanto os blocos ocidental e oriental já estavam envolvidos na Guerra Fria. O jornalista William Cook observou que com o declínio de poder do Império Britânico, "Bond bajulava a autoimagem inflada e cada vez mais insegura do Reino Unido, nos lisonjeando com a fantasia de que a Britannia ainda poderia dar um soco forte". Os historiadores culturais Janet Woollacott e Tony Bennett concordaram com esse sentimento, considerando que "Bond encarnava a possibilidade imaginária de que a Inglaterra pudesse mais uma vez ser colocada no centro das questões mundiais durante um período quando sua situação de potência mundial estava caindo visível e rapidamente".
Partes do centro de Londres, incluindo as Ruas Oxford e High Holborn, ainda em 1953 tinham locais de bomba não limpados, enquanto doces tinham apenas recentemente deixados de serem racionados, entretanto carvão e outros itens ainda eram regulados pelo governo. Segundo o jornalista e historiador Ben Macintyre do jornal The Times, Bond era "o antídoto ideal para a austeridade, racionamento e premonição iminente de poder perdido do pós-guerra do Reino Unido".
Casino Royale lida com a questão do relacionamento anglo-americano, refletindo o papel central do mundo real desempenhado pelos Estados Unidos na defesa do ocidente. O acadêmico Jeremy Black destacou a deserção em 1951 de dois membros do Serviço Secreto de Inteligência, Guy Burgess e Donald Maclean, para a União Soviética como tendo tido um impacto imenso de como o Reino Unido era malvisto pela inteligência estadunidense. Fleming sabia da tensão entre os dois países, mas não se focou muito nisso em sua obra, com Bond e Felix Leiter tendo um relacionamento afetuoso que não refletia a realidade da relação entre Reino Unido e Estados Unidos.
Amis destacou que Leiter é "tal nulidade como uma peça de caracterização ... ele, o americano, recebe ordens de Bond, o britânico, e Bond está constantemente indo melhor do que ele". O jornalista e autor Christopher Hitchens observou que "o paradoxo central das histórias clássicas de Bond é que, apesar de superficialmente dedicadas à guerra anglo-americana contra o comunismo, elas estão cheias de desprezo e ressentimento pela América e os americanos". Por outro lado, o acadêmico David Seed discorda, escrevendo que apesar de Bond derrotar Le Chiffre, suas "atividades são constantemente apoiadas por agências americanas, financeiramente e know-how".
A traição de Le Chiffre tocou os leitores em grande parte britânicos, pois a influência comunista nos sindicatos era na época uma questão na imprensa e no parlamento. O Reino Unido tinha sofrido deserções para a União Soviética de espiões do grupo conhecido como Cinco de Cambridge e que entregaram segredos ocidentais aos soviéticos. Lycett observou que Casino Royale pode ser visto como a tentativa de Fleming "de refletir a perturbadora ambiguidade moral do mundo pós-guerra que poderia produzir traidores como Burgess e Maclean". O jornalista e escritor Matthew Parker observou que as deserções dos dois espiões tão próximas da publicação do livro, "talvez é o mais próximo que Fleming chegou de escrever uma história de espionagem ao estilo le Carré". Chancellor enxergou a ambiguidade moral da Guerra Fria refletida no romance.
Benson considerou que o tema mais óbvio do livro é bem contra o mal. Parker concordou e destacou uma conversa entre Bond e René Mathis no capítulo intitulado "A Natureza do Mal", em que Bond fala: "Pela existência maligna [de Le Chiffre] ... ele estava criando uma regra de maldade pelo qual, e somente pelo qual, uma regra oposta de bondade poderia existir". Este assunto também foi abordado pelo acadêmico Beth Butterfield, que examinou Bond de um ponto de vista existencialista. Butterfield identificou uma crise de confiança no personagem de Bond, onde ele "foi além do bem e do mal" a ponto de ele fazer seu trabalho não por princípios, mas na perseguição de batalhas pessoais. Eco chegou à mesma conclusão, afirmando que Bond "abandona a vida traiçoeira de meditação moral e de raiva psicológica, com todos os perigos que isso acarreta".
Black identificou um mecanismo que Fleming usa em Casino Royale e nos livros seguintes, em que Bond usa a maldade dos seus oponentes como justificativa de suas ações e como um dispositivo para frustrar seus planos. Black destacou o episódio da tentativa de assassinato de Bond, que resulta na morte dos próprios assassinos.

## Recepção

### Publicação
“Às 03:00 horas, o ambiente de um cassino é praticamente irrespirável: o suor e a fumaça misturam-se e resultam em um cheiro quase nauseabundo. É nessa hora que o jogo alto começa a corroer a alma dos jogadores, com um misto de avareza, medo e tensão nervosa. E é nessa hora que esta sensação se torna insuportável, os sentidos do jogador acordam e se revoltam."

Primeiras linhas de Casino Royale
Casino Royale foi lançado no Reino Unido pela editora Jonathan Cape em 13 de abril de 1953 como uma edição em capa dura, com a arte de capa tendo sido criada pelo próprio Fleming. A editora inicialmente imprimiu uma tiragem de 4 728 cópias do livro, com estas esgotando em menos de um mês. Uma segunda tiragem produzida no mesmo mês também esgotou, assim como uma terceira de mais de oito mil cópias publicadas em maio de 1954. As vendas foram tão boas que a Jonathan Cape ofereceu a Fleming um acordo de três livros. A editora Pan Books publicou em abril de 1955 uma edição em brochura que vendeu mais de 41 mil unidades durante seu primeiro ano.
Três editoras recusaram o livro nos Estados Unidos até a Macmillan Publishing oferecer um acordo para Fleming. Casino Royale foi publicado nos Estados Unidos em 23 de março de 1954, mas as vendas foram ruins, totalizando apenas quatro mil cópias em todo o país durante no ano. Foi lançado em brochura nos Estados Unidos em 1955 e renomeado pela editora American Popular Library. Fleming sugeriu como novos títulos The Double-O Agent e The Deadly Gamble, mas foram rejeitados em favor de You Asked for It, uma manobra publicitária que não aumentou o interesse público. A versão da Popular Library também mudou o nome de Bond, chamando-o de "Jimmy Bond". No Brasil, foi publicado pela primeira vez em 1965 pela Editora Civilização Brasileira como Cassino Royale.

### Crítica
Hugh I'Anson Fausset, escrevendo para o jornal The Manchester Guardian, escreveu que Casino Royale era "um suspense de qualidade ... com um enredo de tirar o fôlego". Ele considerou que o livro era "coisa de colegial", mas que foi "galvanizado à vida pelo brilho duro da narrativa". Alan Ross da revista The Times Literary Supplement afirmou que Casino Royale era "um caso extremamente envolvente", e que "o charme especial ... é a alta poesia com que ele investe as lagoas de baeta verde das mesas do cassino". Ross concluiu que o romance era "tanto emocionante quanto extremamente civilizado". Simon Raven da revista The Listener acreditou que Fleming era um "tipo supersônico de John Buchan", mas foi um tanto desdenhoso sobre a trama, observando que era "uma noção brilhante mas improvável" que incluí "uma série de bebedeiras de champanhe, lançamento de bombas, implacável confronto de inteligências, etc. ... com um caso amoroso cretino". Raven também desdenhou Bond como uma criação "infantil", mas reconheceu que "Fleming conta uma boa história com força e distinção ... sua criação de uma cena, tanto visual quanto emocionalmente, é de uma ordem muito alta de fato".
John Betjeman do jornal The Daily Telegraph considerou que "Ian Fleming descobriu o segredo da arte narrativa ... que é trabalhar para clímax revelado ao final de cada capítulo. Assim o leitor precisa continuar lendo". A Jonathan Cape incluiu muitas críticas em propagandas do livro, sendo publicadas em diversos jornais; as críticas incluíam aquela do The Sunday Times, que concluía que Fleming era "o melhor novo escritor inglês de suspense desde Ambler", e a do The Observer, que dizia aos leitores "não percam isto".
A revista Time elogiou Casino Royale, comentando que "Fleming mantém seus incidentes e personagens girando em seus passos como bolas de malabarismo", também dizendo que "Quanto a Bond, ele pode ser o irmão mais novo de Marlowe, exceto que ele nunca toma café como brinde, apenas um grande martíni misturado com vodca". Anthony Boucher do The New York Times elogiou a primeira parte, afirmando que Fleming "consegue deixar o bacará claro até mesmo para quem nunca jogou e produz as sequências de jogos mais emocionantes que eu já li. Mas então decide preencher o livro para o comprimento de um romance e leva o leitor cansado através de um conjunto de clichês difíceis para um final que não surpreende ninguém exceto o Agente 007. Você certamente deve começar este livro, mas talvez pare quando o jogo de bacará termina".

## Adaptações
A emissora estadunidense CBS pagou mil dólares a Fleming em 1954 para adaptar Casino Royale como um episódio de televisão da série Climax!. Foi exibido em 21 de outubro de 1954 e estrelava Barry Nelson como James "Jimmy" Bond e Peter Lorre como Le Chiffre. Um breve tutorial de bacará foi dado no início do episódio pelo apresentador William Lundigan com o objetivo de permitir que os telespectadores entendessem o jogo, que não era popular nos Estados Unidos na época. A historia foi americanizada, com Bond se tornando um agente estadunidense e trabalhando para a chamada "Inteligência Combinada", enquanto Leiter se tornou um agente britânico chamado de Clarence Leiter. O agente francês René Mathis não aparece como tal, mas seu sobrenome é dado a principal personagem feminina, chamada Valérie Mathis em vez de Vesper Lynd.
Fleming vendeu os direitos cinematográficos de Casino Royale em março de 1955 para o produtor Gregory Ratoff pelo valor de seis mil dólares. Charles K. Feldman representou a viúva de Ratoff depois da morte deste e conseguiu adquirir os direitos. Feldman decidiu que o melhor jeito de fazer dinheiro era produzir uma versão satírica, que foi lançada em 1967 pela Columbia Pictures. O longa foi estrelado por David Niven como Bond e teve cinco diretores creditados e um não creditado, com o elenco também incluindo Peter Sellers, Ursula Andress, Orson Welles e Woody Allen. O filme foi descrito por Mike Sutton do Instituto de Cinema Britânico como "uma comédia incoerente cheia de estrelas".
Casino Royale foi o primeiro romance de Bond adaptado como uma tira de quadrinhos, publicada no Daily Express e vendida mundialmente. Foi serializada de 7 de julho a 13 de dezembro de 1958, tendo sido escrita por Anthony Hern e ilustrada por John McLusky. Fleming, para ajudar na ilustração de Bond, encomendou um um esboço de como imaginava ser a aparência de Bond. McLusky achou que o Bond de Fleming era muito "datado" e "pré-guerra", mudando sua aparência para ser mais masculino. Uma adaptação em romance gráfico do livro foi lançada em abril de 2018 pela Dynamite Entertainment, tendo sido escrita por Van Jensen e ilustrada por Dennis Calero.
Os direitos cinematográficos de Casino Royale permaneceram com a Columbia Pictures até 1989, quando o estúdio e seu portfólio de propriedades intelectuais foram comprados pela Sony. Dez anos depois, após uma ação legal entre a Sony Pictures Entertainment e a Metro-Goldwyn-Mayer, a primeira trocou os direitos do livro pelos direitos parciais da segunda do personagem do Homem-Aranha. Isto levou à produção de um filme em 2006, este parte oficial da franquia cinematográfica de James Bond produzida pela Eon Productions. O longa é estrelado por Daniel Craig como Bond, Eva Green como Vesper Lynd, Mads Mikkelsen como Le Chiffre e Judi Dench em sua quinta aparição como M. Esta versão de Casino Royale é um reboot da franquia, mostrando Bond no início de sua carreira como 007 e é de forma geral fiel ao enredo do livro.
Casino Royale recebeu uma nova adaptação em abril de 2025, desta vez como um rádio-drama para a BBC Radio 4. Foi estrelado por Toby Stephens como Bond, Susannah Fielding como Vesper e Hugh Bonneville como Le Chiffre. Foi a décima adaptação de um romance de Bond para o rádio estrelada por Stephens.

### Citações
1. 1 2 3  Fleming 2006.
2. ↑  Lycett 1996, p. 99.
3. 1 2 3  Lycett 2004a.
4. ↑  Gant 1966, p. 45.
5. ↑  Lycett 1996, p. 96.
6. ↑  Gant 1966, p. 51.
7. 1 2  Pearson 1967, p. 161.
8. ↑  Lycett 1996, p. 165.
9. ↑  Lycett 2004b.
10. ↑  Chancellor 2005, p. 4.
11. ↑  Bennett & Woollacott 2009, p. 1, cap 1.
12. 1 2  Black 2005, p. 4.
13. 1 2   «Ian Fleming». Ian Fleming Publications. Consultado em 1 de setembro de 2024
14. 1 2 3  Faulks 2009, p. 320.
15. ↑  Macintyre 2008, p. 19.
16. ↑  MacLean 2012, p. 57.
17. 1 2  Chancellor 2005, p. 5.
18. ↑  Nudd 1989, p. 4.
19. ↑  Lycett 1996, p. 226.
20. ↑  Griswold 2006, pp. 5, 13.
21. ↑  Chancellor 2005, pp. 98–99.
22. 1 2  Lycett 1996, p. 221.
23. ↑  Lycett 1996, p. 127.
24. ↑  Macintyre 2008, p. 54.
25. ↑  Upton 1987, p. 6.
26. ↑  Benson 1988, p. 4.
27. ↑  Rankin 2011, p. 136.
28. ↑  Lycett 1996, pp. 152, 221.
29. ↑  Macintyre 2008, p. 46.
30. ↑   O'Brien, Liam (15 de abril de 2013). «'The name's Secretan… James Secretan': Early draft of Casino Royale reveals what Ian Fleming wanted to call his super spy». The Independent. Consultado em 2 de setembro de 2024
31. ↑  Griswold 2006, p. 46.
32. ↑   Hellman, Geoffrey T. (21 de abril de 1962). «Bond's Creator». The New Yorker. Nova Iorque. p. 32
33. ↑  Macintyre 2008, p. 67.
34. ↑  Fleming 2006, p. 41.
35. ↑  Lycett 1996, p. 257.
36. ↑  Fleming 2006, pp. 52–53.
37. ↑  Macintyre 2008, p. 50.
38. 1 2 3 4   Cook, William (28 de junho de 2004). «Novel man». New Statesman. Londres. p. 40
39. 1 2 3 4  Black 2005, p. 7.
40. ↑  Lycett 1996, p. 223.
41. ↑  Chancellor 2005, p. 192.
42. ↑  Macintyre 2008, p. 74.
43. ↑  Macintyre 2008, p. 88.
44. ↑  Chancellor 2005, p. 120.
45. ↑  Butler 1973, p. 241.
46. ↑  Amis 1966, p. 112.
47. ↑  Lyttelton & Hart-Davis 1979, p. 92.
48. ↑  Amis 1966, pp. 111–112.
49. ↑  Benson 1988, p. 85.
50. ↑  Burgess 1984, p. 74.
51. ↑  Faulks 2009, p. 318.
52. ↑  Eco 2009, p. 47.
53. ↑  Eco 2009, p. 48.
54. ↑  Eco 2009, p. 53.
55. ↑  Black 2005, p. 3.
56. ↑   Black, Jeremy (2002–2003). «'Oh, James': 007 as International Man of History». The National Interest (70): 106–112. JSTOR 42897447
57. ↑  Bennett & Woollacott 1987, p. 28.
58. ↑  Butler 1973, p. 248.
59. ↑  Macintyre 2008, p. 99.
60. ↑  Black 2005, p. 6.
61. ↑  Amis 1966, p. 90.
62. ↑   Hitchens, Christopher (abril de 2006). «Bottoms Up». The Atlantic Monthly. p. 101. Consultado em 3 de setembro de 2024
63. ↑  Seed 2003, p. 126.
64. ↑  Kerr 2004.
65. ↑  Parker 2014, p. 135.
66. ↑  Chancellor 2005, p. 55.
67. ↑  Benson 1988, p. 86.
68. ↑  Parker 2014, pp. 136–137.
69. ↑  Butterfield 2006, p. 12.
70. ↑  Eco 2009, p. 35.
71. ↑  Black 2005, p. 9.
72. 1 2  Lycett 1996, p. 244.
73. ↑   «The great Bond cover up». The Guardian. 8 de maio de 2008. Consultado em 4 de setembro de 2024
74. ↑  Lindner 2009, p. 14.
75. ↑  Parker 2014, p. 140.
76. ↑  Lindner 2009, p. 16.
77. 1 2  Benson 1988, p. 7.
78. ↑  Benson 1988, p. 8.
79. ↑  Pfeiffer & Worrall 1998, p. 203.
80. ↑  Benson 1988, p. 9.
81. ↑   «Casino Royale». James Bond Brasil. Consultado em 4 de setembro de 2024
82. ↑   Fausset, Hugh I'Anson (17 de abril de 1953). «New Novels». The Manchester Guardian. p. 4
83. ↑   Ross, Alan (17 de abril de 1953). «Spies and Charlatans». The Times Literary Supplement. p. 249
84. ↑   Raven, Simon (23 de abril de 1953). «New Novels». The Listener. p. 695
85. ↑  Chancellor 2005, p. 25.
86. ↑   «Casino Royale». The Times. 9 de maio de 1953. p. 9
87. ↑   «Books: Murder Is Their Business». Time. 29 de março de 1959. Consultado em 4 de setembro de 2024. Arquivado do original em 16 de novembro de 2010
88. ↑   Boucher, Anthony (25 de abril de 1954). «Criminals at Large». The New York Times. p. BR27
89. ↑  Black 2005, p. 14.
90. 1 2  Benson 1988, p. 11.
91. ↑  Black 2005, p. 101.
92. ↑  Barnes & Hearn 2001, p. 56.
93. ↑   «Casino Royale (1967)». Metro-Goldwyn-Mayer. Consultado em 4 de setembro de 2024. Arquivado do original em 6 de dezembro de 2012
94. ↑   Sutton, Mike. «James Bond». Screenonline. Consultado em 4 de setembro de 2024
95. ↑  Lycett 1996, p. 316.
96. ↑  Fleming, Gammidge & McLusky 1988, p. 6.
97. ↑  Pfeiffer & Worrall 1998, p. 213.
98. ↑  Simpson 2002, p. 21.
99. ↑   «Review: James Bond: Casino Royale». Comicosity. 11 de abril de 2018. Consultado em 5 de setembro de 2024. Arquivado do original em 16 de junho de 2018
100. ↑  Davis 2010, p. 102.
101. ↑   Shprintz, Janet (29 de março de 1999). «Big Bond-holder». Variety. Consultado em 5 de setembro de 2024
102. ↑   Otto, Jeff (19 de outubro de 2005). «Interview: Campbell on Casino Royale». IGN. Consultado em 5 de setembro de 2024
103. ↑   Funnell, Lisa (junho de 2011). «'I Know Where You Keep Your Gun': Daniel Craig as the Bond–Bond Girl Hybrid in Casino Royale». The Journal of Popular Culture. 44 (3): 455–472. doi:10.1111/j.1540-5931.2011.00843.x
104. ↑   Poole, Steven (23 de maio de 2018). «Forever and a Day by Anthony Horowitz review – a prequel to Casino Royale». The Guardian. Consultado em 5 de setembro de 2024
105. ↑   «007 villain to play Bond on radio». BBC. 2 de maio de 2008. Consultado em 6 de dezembro de 2024
106. ↑   «Casino Royale Radio Play». MI6 - The Home of James Bond. 28 de abril de 2025. Consultado em 3 de maio de 2025